# Guy-Michel Landel
Guy-Michel Landel (* 3. července 1990, Conakry, Guinea) je guinejský fotbalový záložník a reprezentant, v současnosti působí v tureckém klubu Gençlerbirliği SK.

## Reprezentační kariéra
V A-mužstvu Guineje debutoval v roce 2013.

Zúčastnil se Afrického poháru národů 2015 v Rovníkové Guineji, kde byla Guinea vyřazena ve čtvrtfinále Ghanou po výsledku 0:3.